# Northern Football League
Northern League là một giải bóng đá ở Đông Bắc nước Anh dành cho các đội bóng bán chuyên nghiệp và nghiệp dư. Thành lập năm 1889, đây là giải đấu bóng đá tồn tại lâu đời nhất sau the Football League.
Giải đấu bao gồm 2 hạng đấu: Division One và Division Two. Division One nằm ở cấp độ 9 trong Hệ thống các giải bóng đá ở Anh, 5 hạng đấu dưới Football League. Giải đấu bao phủ các vùng County Durham, Northumberland, Tyne and Wear, Bắc Cumbria và nửa Bắc North Yorkshire.
Đội vô địch và á quân của Division One có quyền lên chơi ở Division One North của Northern Premier League, bất kể điều kiện gì.

## Lịch sử
Northern League vận hành như là một trong hai giải đấu nghiệp dư (cùng với Isthmian League) cùng với giải chuyên nghiệp Football League, Southern League và, từ 1968, Northern Premier League.

Khu vực bao phủ bởi Northern League được tô màu đỏ.

Năm 1974, trạng thái nghiệp dư bị bác bỏ bởi Football Association và các giải đấu nghiệp dư như Northern phải tìm một vị trí trong cấu trúc chung của non-League football. Không giống như giải đấu tương tự Isthmian League phía Nam, trở thành giải đấu góp đội từ 1982, Northern League từ chối những lời mời liên tục để trở thành một giải đấu góp đội cho Alliance Premier League, sau đó là Conference, khi nó được thành lập năm 1979.
Cuối cùng, Northern League nằm ngoài hệ thống cho đến năm 1991, xảy ra một quyết định ảnh hưởng rất đắt tới vị thế của họ. Giải đấu bị hủy bỏ trong thập niên 1980 khi các đội bóng hàng đầu đi đến các giải đấu khác, như là Northern Counties East Football League.
Khi Northern League cuối cùng bị bắt buộc vào hệ thống, cơ hội trở thành giải đấu góp đội cho Conference được thông qua và Northern League bị buộc trở thành giải đấu góp đội cho hạng đấu thấp hơn của Northern Premier League, dưới Conference hai cấp độ.
Giải đấu trải qua cuộc khủng hoảng năm 1995 khi Football Association giới hạn quyền tham dự FA Trophy cho 3 bậc đầu tiên của hệ thống giải đấu, vì vậy tước quyền tham gia của các đội bóng ở Northern League và các giải đấu tương đương để không thi đấu cho FA Trophy. Vì vậy hiện tại các câu lạc bộ ở Northern League thi đấu tại FA Vase.
Giải đấu có một hợp đồng tài trợ kỳ lạ được thiết lập bởi Brooks Mileson, chủ sở hữu Albany Group, là nhà tại trợ cho giải năm 2003. Trong năm đó, Mileson thông báo rằng ông có niềm tin sẽ tiếp tục tài trợ cho giải đấu cho đến hết đời và của cả con ông. Tuy nhiên năm 2008, giải thông báo rằng việc tài trợ đã kết thúc, và tổ chức một cuộc xổ số để quyết định nhà tài trợ tiếp theo. Những tổ chức quan tâm được mời mua cổ phần có giá £250. Cổ phần giành chiến thắng thuộc về một công ty huấn luyện địa phương và giải đấu có tên là skilltrainingltd Northern League từ mùa giải 2008–09 đến mùa giải 2011–12. Hiện tại giải đấu được tài trợ bởi công ty máy hút ẩm Ebac.
Các câu lạc bộ cấp độ 11 ở Northern Football Alliance, Teesside Football League và Wearside Football League có quyền lên chơi ở 2nd Division.

## Các câu lạc bộ hiện tại (2015/16)
| - Ashington - Bedlington Terriers - Bishop Auckland - Consett - Dunston UTS - Durham City - Guisborough Town - Jarrow Roofing BCA - Marske United - Morpeth Town - Newcastle Benfield - Newton Aycliffe - North Shields - Norton & Stockton Ancients - Penrith - Seaham Red Star - Shildon - Sunderland RCA - Washington - West Allotment Celtic - West Auckland Town - Whitley Bay | - Alnwick Town - Billingham Synthonia - Billingham Town - Birtley Town - Brandon United - Chester-le-Street Town - Crook Town - Darlington Railway Athletic - Easington Colliery - Esh Winning - Heaton Stannington - Hebburn Town - Northallerton Town - Ryhope Colliery Welfare - Ryton & Crawcrook Albion - South Shields - Stokesley Sports Club - Team Northumbria - Thornaby - Tow Law Town - Whickham - Willington | Vị trí của the Northern League member clubs for the 2014-15 season |

## Nhà vô địch

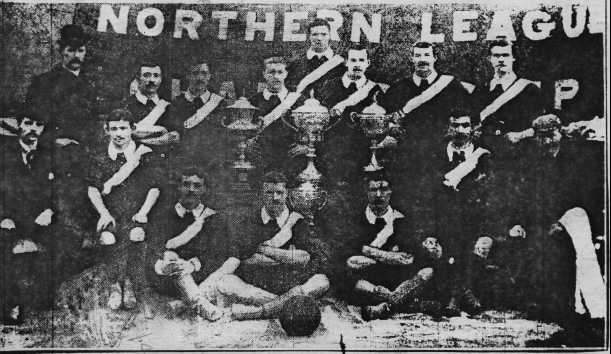
Middlesbrough Ironopolis là nhà vô địch 3 lần liên tiếp trong thập niên 1890.

Ban đầu giải đấu chỉ có một hạng đấu. Các đội vô địch như sau:
| Mùa giải | Đội vô địch                |
| -------- | -------------------------- |
| 1889–90  | Darlington St. Augustine's |
| 1890–91  | Middlesbrough Ironopolis   |
| 1891–92  | Middlesbrough Ironopolis   |
| 1892–93  | Middlesbrough Ironopolis   |
| 1893–94  | Middlesbrough              |
| 1894–95  | Middlesbrough              |
| 1895–96  | Darlington                 |
| 1896–97  | Middlesbrough              |

Năm 1897, giải đấu tách ra 2 hạng đấu trong thời gian ngắn.
| Mùa giải  | Division One    | Division Two        |
| --------- | --------------- | ------------------- |
| 1897–98   | Stockton        | Howden-le-Wear      |
| 1898–99   | Bishop Auckland | Stockton St. John's |
| 1899–1900 | Darlington      | Whitby              |

Năm 1900, giải đấu chuyển về 1 hạng đấu.
| Mùa giải | Đội vô địch        |
| -------- | ------------------ |
| 1900–01  | Bishop Auckland    |
| 1901–02  | Bishop Auckland    |
| 1902–03  | Newcastle United A |
| 1903–04  | Newcastle United A |
| 1904–05  | Newcastle United A |

Năm 1905 giải đấu chia thành hai bộ phận, cho đội chuyên nghiệp và đội nghiệp dư, kéo dài một mùa giải.
| Mùa giải | Chuyên nghiệp | Nghiệp dư       |
| -------- | ------------- | --------------- |
| 1905–06  | Sunderland A  | Bishop Auckland |

Năm 1906, giải đấu trở về lại một hạng đấu, kéo dài đến năm 1982.
| Mùa giải | Đội vô địch                          |
| -------- | ------------------------------------ |
| 1906–07  | Stockton                             |
| 1907–08  | South Bank                           |
| 1908–09  | Bishop Auckland                      |
| 1909–10  | Bishop Auckland                      |
| 1910–11  | Eston United                         |
| 1911–12  | Bishop Auckland                      |
| 1912–13  | Esh Winning Rangers                  |
| 1913–14  | Willington                           |
| 1914–15  | Crook Town                           |
| 1915–19  | Không thi đấu do Thế chiến thứ I     |
| 1919–20  | South Bank                           |
| 1920–21  | Bishop Auckland                      |
| 1921–22  | South Bank                           |
| 1922–23  | Eston United                         |
| 1923–24  | Tow Law Town                         |
| 1924–25  | Tow Law Town                         |
| 1925–26  | Willington                           |
| 1926–27  | Crook Town                           |
| 1927–28  | Chilton Colliery Recreation Athletic |
| 1928–29  | Stockton                             |
| 1929–30  | Willington                           |
| 1930–31  | Bishop Auckland                      |
| 1931–32  | Stockton                             |
| 1932–33  | Stockton                             |
| 1933–34  | Shildon                              |
| 1934–35  | Shildon                              |
| 1935–36  | Shildon                              |
| 1936–37  | Shildon                              |
| 1937–38  | Ferryhill Athletic                   |
| 1938–39  | Bishop Auckland                      |
| 1939–40  | Shildon                              |
| 1940–45  | Không thi đấu do Thế chiến thứ II    |
| 1945–46  | Stanley United                       |
| 1946–47  | Bishop Auckland                      |
| 1947–48  | Ferryhill Athletic                   |
| 1948–49  | Evenwood Town                        |
| 1949–50  | Bishop Auckland                      |
| 1950–51  | Bishop Auckland                      |
| 1951–52  | Bishop Auckland                      |
| 1952–53  | Crook Town                           |
| 1953–54  | Bishop Auckland                      |
| 1954–55  | Bishop Auckland                      |
| 1955–56  | Bishop Auckland                      |
| 1956–57  | Billingham Synthonia                 |
| 1957–58  | Ferryhill Athletic                   |
| 1958–59  | Crook Town                           |
| 1959–60  | West Auckland Town                   |
| 1960–61  | West Auckland Town                   |
| 1961–62  | Stanley United                       |
| 1962–63  | Crook Town                           |
| 1963–64  | Stanley United                       |
| 1964–65  | Whitley Bay                          |
| 1965–66  | Whitley Bay                          |
| 1966–67  | Bishop Auckland                      |
| 1967–68  | Spennymoor United                    |
| 1968–69  | North Shields                        |
| 1969–70  | Evenwood Town                        |
| 1970–71  | Evenwood Town                        |
| 1971–72  | Spennymoor United                    |
| 1972–73  | Blyth Spartans                       |
| 1973–74  | Spennymoor United                    |
| 1974–75  | Blyth Spartans                       |
| 1975–76  | Blyth Spartans                       |
| 1976–77  | Spennymoor United                    |
| 1977–78  | Spennymoor United                    |
| 1978–79  | Spennymoor United                    |
| 1979–80  | Blyth Spartans                       |
| 1980–81  | Blyth Spartans                       |
| 1981–82  | Blyth Spartans                       |

Năm 1982, giải đấu thêm vào hạng thứ hai.
| Mùa giải  | Division One               | Division Two               |
| --------- | -------------------------- | -------------------------- |
| 1982–83   | Blyth Spartans             | Peterlee Newtown           |
| 1983–84   | Blyth Spartans             | Chester-le-Street Town     |
| 1984–85   | Bishop Auckland            | Brandon United             |
| 1985–86   | Bishop Auckland            | Newcastle Blue Star        |
| 1986–87   | Blyth Spartans             | Billingham Synthonia       |
| 1987–88   | Blyth Spartans             | Stockton                   |
| 1988–89   | Billingham Synthonia       | Consett                    |
| 1989–90   | Billingham Synthonia       | Murton                     |
| 1990–91   | Gretna                     | West Auckland Town         |
| 1991–92   | Gretna                     | Stockton                   |
| 1992–93   | Whitby Town                | Dunston Federation Brewery |
| 1993–94   | Durham City                | Bedlington Terriers        |
| 1994–95   | Tow Law Town               | Whickham                   |
| 1995–96   | Billingham Synthonia       | Morpeth Town               |
| 1996–97   | Whitby Town                | Northallerton              |
| 1997–98   | Bedlington Terriers        | Chester-le-Street Town     |
| 1998–99   | Bedlington Terriers        | Durham City                |
| 1999–2000 | Bedlington Terriers        | Brandon United             |
| 2000–01   | Bedlington Terriers        | Ashington                  |
| 2001–02   | Bedlington Terriers        | Shildon                    |
| 2002–03   | Brandon United             | Penrith                    |
| 2003–04   | Dunston Federation Brewery | Ashington                  |
| 2004–05   | Dunston Federation Brewery | West Allotment Celtic      |
| 2005–06   | Newcastle Blue Star        | Consett                    |
| 2006–07   | Whitley Bay                | Spennymoor Town            |
| 2007–08   | Durham City                | Penrith Town               |
| 2008–09   | Newcastle Benfield         | Horden Colliery Welfare    |
| 2009–10   | Spennymoor Town            | Stokesley                  |
| 2010–11   | Spennymoor Town            | Newton Aycliffe            |
| 2011–12   | Spennymoor Town            | Team Northumbria           |
| 2012–13   | Darlington 1883            | Crook Town                 |
| 2013–14   | Spennymoor Town            | North Shields              |
| 2014–15   | Marske United              | Seaham Red Star            |

## Giải Cup
Các đội bóng ở Northern League thi đấu các giải Cup sau:
Cấp Quốc gia:
- FA Cup
- FA Vase

Cấp Khu vực:
- Northumberland Senior Cup
- Durham Challenge Cup
- North Riding Senior Cup
- Cumberland Senior Cup

Cấp Giải đấu
- Northern League Challenge Cup
- Ernest Armstrong Memorial Cup (chỉ dành cho đội bóng Division 2)
- JR Cleator Cup (tranh tài 2 đội bóng League và Cup)